# Loroño
Loroño (llamada oficialmente Santiago de Loroño) es una parroquia y una aldea española del municipio de Zas, en la provincia de La Coruña, Galicia.

## Entidades de población
Entidades de población que forman parte de la parroquia:
- Arcar
- Baizana
- Bouzarroma
- Forcadenla
- Loroño
- Romelle
- Vicenta (A Vicenta)

## Demografía

### Parroquia
| Gráfica de evolución demográfica de Loroño (parroquia) entre 2000 y 2019 |
|                                                                          |
| Datos según el nomenclátor publicado por el INE.                         |

### Aldea
| Gráfica de evolución demográfica de Loroño (aldea) entre 2000 y 2019 |
|                                                                      |
| Datos según el nomenclátor publicado por el INE.                     |